# Miletz József
Miletz József (Örkény, 1865. december 18. – Kispest, 1915. augusztus 20.) postatiszt, eszperantista.
Négy évig járt orvostudományi egyetemre, az első magyar eszperantisták egyike. Ő alapította az első eszperantó egyesületet 1901-ben, melynek elnöke is volt. 1903-ban Lengyel és Schwörer segítségével nyelvtankönyvet szerkesztett. Az Esperanto újság, majd 1905-től a Hungara Esperanto újság szerkesztője lett.